# Manuel Luís Cafumana
Manuel Luís Cafumana (sinh ngày 6 tháng 3 năm 1999), thường gọi Show, là một cầu thủ bóng đá người Angola hiện tại thi đấu ở vị trí tiền vệ cho 1º de Agosto.

## Thống kê sự nghiệp

### Câu lạc bộ
Tính đến 26 tháng 6 năm 2018.
| Câu lạc bộ          | Mùa giải            | Giải vô địch        | Giải vô địch | Giải vô địch | Cúp     | Cúp       | Châu lục | Châu lục  | Khác    | Khác      | Tổng cộng | Tổng cộng |
| Câu lạc bộ          | Mùa giải            | Hạng đấu            | Số trận      | Bàn thắng    | Số trận | Bàn thắng | Số trận  | Bàn thắng | Số trận | Bàn thắng | Số trận   | Bàn thắng |
| ------------------- | ------------------- | ------------------- | ------------ | ------------ | ------- | --------- | -------- | --------- | ------- | --------- | --------- | --------- |
| 1º de Agosto        | 2017                | Girabola            | 16           | 0            | 5       | 0         | 0        | 0         | 0       | 0         | 21        | 0         |
| 1º de Agosto        | 2018                | Girabola            | 11           | 0            | 0       | 0         | 5        | 0         | 0       | 0         | 16        | 0         |
| Tổng cộng sự nghiệp | Tổng cộng sự nghiệp | Tổng cộng sự nghiệp | 27           | 0            | 5       | 0         | 5        | 0         | 0       | 0         | 37        | 0         |

Ghi chú
1. ↑  Appearances ở Taça de Angola
2. ↑  Appearances in the CAF Champions League

### Quốc tế
Tính đến các trận đấu diễn ra ngày 29 tháng 3 năm 2019.
| Đội tuyển quốc gia | Năm       | Số trận | Bàn thắng |
| ------------------ | --------- | ------- | --------- |
| Angola             | 2017      | 1       | 0         |
| Angola             | 2018      | 8       | 0         |
| Angola             | 2019      | 2       | 0         |
| Tổng cộng          | Tổng cộng | 11      | 0         |